# Hormius appositus
Hormius appositus är en stekelart som beskrevs av Sergey A. Belokobylskij 1995. Hormius appositus ingår i släktet Hormius och familjen bracksteklar. Inga underarter finns listade i Catalogue of Life.